# Месія (ораторія)
«Месі́я» (англ. Messiah, HWV 56, 1741) — ораторія для солістів, хору й оркестру Георга Фрідріха Генделя, один із найвідоміших творів композитора. Назва твору відображає християнське розуміння постаті Ісуса Христа як месії. Лібрето ораторії було складено Чарльзом Дженненсом на біблійні тексти в англійському перекладі, відомому як Біблія короля Якова.

## Структура
Відомо, що ораторія багаторазово виконувалась під орудою самого Генделя, при цьому автор постійно вносив деякі зміни, виходячи з потреб конкретного виконання. Сьогодні більшість колективів виконують версію 1912 року за редакцією Томаса Нобла третього. В цій редакції ораторія поділяється на три частини, що мають 21, 23 та 9 номерів відповідно. При цьому номери 1–18 першої частини, розглядаються як різдвяні фрагменти, номери 19, 20 і 22 можна вважати перехідними, всі наступні, включно з «Алилуєю», розглядаються як Великодні.

### Список номерів
Мати на увазі, що нижчеподаний переклад лише збігається з біблійними текстами, але не є пристосований до співу під ноти Ораторії. Повний переклад хорових та сольних вокальних партитур славного твору «Месія» був створений Тетяною Островською та постійно виконується Київським симфонічним оркестром та хором (KSOC) в Україні й за її межами у східній та західній діаспорі.

#### Перша частина
No. 1. Увертюраⓘ
No. 2. Акомпанований речитатив (тенор): Comfort ye my peopleⓘ
Іс. 40:1-3
Comfort ye, comfort ye my people, saith your God; speak ye comfortably to Jerusalem; and cry unto her, that her warfare is accomplishèd, that her iniquity is pardoned.
The voice of him that crieth in the wilderness, Prepare ye the way of the Lord, make straight in the desert a highway for our God.
Утішайте, втішайте народа Мого, говорить ваш Бог; промовляйте до серця Єрусалиму, і закличте до нього, що виповнилась його доля тяжка, що вина йому вибачена, що він за свої всі гріхи вдвоє взяв з руки Господа!
Голос кличе: На пустині вготуйте дорогу Господню, в степу вирівняйте битий шлях Богу нашому!
No. 3. Арія (тенор): Every valley shall be exaltedⓘ
Іс. 40:4
Every valley shall be exalted, and every mountain and hill made low; the crooked straight, and the rough places plain.
Хай підійметься всяка долина, і хай знизиться всяка гора та підгірок, і хай стане круте за рівнину, а пасма гірські за долину!
No. 4. Хор: And the glory of the Lordⓘ
Іс. 40:5
And the glory of the Lord shall be revealèd, and all flesh shall see it together; for the mouth of the Lord hath spoken it.
І з'явиться слава Господня, і разом побачить її кожне тіло, бо уста Господні оце прорекли!
No. 5. Акомпанований речитатив (бас): Thus saith the Lordⓘ
Ог. 2:6, 7
Thus saith the Lord of Hosts: --Yet once a little while and I will shake the heavens, and the earth, the sea, and the dry land; and I will shake all nations, and the desire of all nations shall come.
Бо так промовляє Господь Саваот: Ще раз, а станеться це незабаром, і Я затрясу небо та землю, і море та суходіл!; І затрясу всіма народами, і прийдуть коштовності всіх народів, і наповню цей дім славою, говорить Господь Саваот.
Мал.  3:1
The Lord, whom ye seek, shall suddenly come to his temple, even the messenger of the covenant, whom ye delight in; Behold, He shall come, saith the Lord of Hosts.
Ось Я посилаю Свого Ангола, і він перед обличчям Моїм приготує дорогу. І нагло прибуде до храму Свого Господь, Якого шукаєте ви, і Ангол заповіту, Якого жадаєте. Ось іде Він, говорить Господь Саваот!
No. 6. Арія (бас): But who may abideⓘ
Мал.  3:2
But who may abide the day of His coming, and who shall stand when He appeareth?
For He is like a refiner's fire.
І хто витерпить день Його прибуття, і хто встоїть, коли Він з'явиться?
Бо Він, як огонь той у золотаря, і як у пральників луг.
No. 7. Хор: And He shall purifyⓘ
Мал. 3:3
And He shall purify the sons of Levi, that they may offer unto the Lord an offering in righteousness.
[…]і очистить синів Левія, і їх перечистить, як золото й срібло, і будуть для Господа жертву приносити в правді.
No. 8. Речитатив (альт): Behold, a virgin shall conceiveⓘ
Іс. 7:14 — Мт. 1:23
Behold, a virgin shall conceive, and bear a Son, and shall call His name EMMANUEL, God with us.
Тому Господь Сам дасть вам знака: Ось Діва в утробі зачне, і Сина породить, і назвеш ім'я Йому: Еммануїл. Господь з нами
No. 9. Арія (альт) и хор: O thou that tellest good tidings to Zionⓘ
Іс. 40:9, 60:1
O thou that tellest good tidings to Zion, get thee up into the high mountain; O thou that tellest good tidings to Jerusalem, lift up thy voice with strength; lift it up, be not afraid; say unto the cities of Judah, Behold your God!
Arise, shine, for thy Light is come, and the glory of the Lord is risen upon thee.
На гору високу зберися собі, благовіснику Сіону, свого голосу сильно підвищ, благовіснику Єрусалиму! Підвищ, не лякайся, скажи містам Юди: Ось Бог ваш!
Уставай, світися, [Єрусалиме,] бо прийшло твоє світло, а слава Господня над тобою засяла!
No. 10. Акомпанований речитатив (бас): For, behold, darkness shall cover the earthⓘ
Іс. 60:2, 3
For, behold, darkness shall cover the earth and gross darkness the people; but the Lord shall arise upon thee, and His glory shall be seen upon thee, and the Gentiles shall come to thy light, and kings to the brightness of thy rising.
Бо темрява землю вкриває, а морок народи, та сяє Господь над тобою, і слава Його над тобою з'являється! І підуть народи за світлом твоїм, а царі за ясністю сяйва твого.
No. 11. Арія (бас): The people that walked in darknessⓘ
Іс. 9:2
The people that walked in darkness have seen a great light: and they that dwell in the land of the shadow of death, upon them hath the light shined.
Ти помножиш народ цей, Ти збільшиш йому радість. Вони перед лицем Твоїм будуть радіти, як радіють в жнива, як тішаться в час, коли ділять здобич!
No. 12. Хор: For unto us a child is bornⓘ
Іс. 9:5
For unto us a Child is born, unto us a Son is given, and the government shall be upon His shoulder: and His name shall be callèd Wonderful, Counsellor, the Mighty God, the Everlasting Father, the Prince of Peace.
Бо Дитя народилося нам, даний нам Син, і влада на раменах Його, і кликнуть ім'я Йому: Дивний Порадник, Бог сильний, Отець вічности, Князь миру.
No. 13. Пасторальная симфонияⓘ
No. 14. Речитатив (сопрано): There were shepherds abiding in the fieldⓘ
Лк. 2:8
There were shepherds abiding in the field, keeping watch over their flocks by night.
А в тій стороні були пастухи, які пильнували на полі, і нічної пори вартували отару свою.
No. 14a. Акомпанований речитатив (сопрано): And lo! the Angel of the Lord came upon themⓘ
Лк. 2:9
And lo! the angel of the Lord came upon them, and the glory of the Lord shone round about them, and they were sore afraid.
Аж ось Ангол Господній з'явивсь коло них, і слава Господня осяяла їх. І вони перестрашились страхом великим…
No. 15. Речитатив (сопрано): And the angel said unto themⓘ
Лк. 2:10, 11
And the angel said unto them, Fear not; for, behold, I bring you good tidings of great joy, which shall be to all people.
For unto you is born this day in the city of David a Saviour, which is Christ the Lord.
 ::: И сказал им Ангел: не бойтесь; я возвещаю вам великую радость, которая будет всем людям:
Бо сьогодні в Давидовім місті народився для вас Спаситель, Який є Христос Господь.
No. 16. Акомпанований речитатив (сопрано): And suddenly there was with the angelⓘ
Лк. 2:13
And suddenly there was with the angel a multitude of the heavenly host praising God, and saying:
І ось раптом з'явилася з Анголом сила велика небесного війська, що Бога хвалили й казали:
No. 17. Хор: Glory to Godⓘ
Лк. 2:14
Glory to God in the highest, and peace on earth, good will towards men.
Слава Богу на висоті, і на землі мир, у людях добра воля!
No. 18. Арія (сопрано): Rejoice greatly, O daughter of Zionⓘ
Зах. 9:9, 10
Rejoice greatly, O daughter of Zion; Shout, O daughter of Jerusalem: behold, thy king cometh unto thee.
He is the righteous Saviour, and He shall speak peace unto the heathen.
Радій вельми, о дочко Сіону, веселись, дочко Єрусалиму! Ось Цар твій до тебе гряде, […]
Він — істинний Спаситель, і народам Він мир сповістить.
No. 19. Речитатив (альт): Then shall the eyes of the blind be openedⓘ
Іс. 35:5, 6
Then shall the eyes of the blind be opened, and the ears of the deaf unstoppèd; then shall the lame man leap as an hart, and the tongue of the dumb shall sing.
Тоді то розплющаться очі сліпим і відчиняться вуха глухим, Тоді буде скакати кривий, немов олень, і буде співати безмовний язик.[…]
No. 20. Дует (альт, сопрано): He shall feed his flock like a shepherdⓘ
Іс. 40:11
Альт: He shall feed His flock like a shepherd; and He shall gather the lambs with His arm, and carry them in His bosom, and gently lead those that are with young.
Він отару Свою буде пасти, як Пастир, раменом Своїм позбирає ягнята, і на лоні Своєму носитиме їх, дійняків же провадити буде.
Мт. 11:28, 29
Сопрано: Come unto Him, all ye that labour and are heavy laden, and He shall give you rest.
Take His yoke upon you, and learn of Him for He is meek and lowly of heart: and ye shall find rest unto your souls.
Прийдіть до Мене, усі струджені та обтяжені, і Я вас заспокою;
Візьміть на себе ярмо Моє, і навчіться від Мене, бо Я тихий і серцем покірливий, і знайдете спокій душам своїм.
No. 21. Хор: His yoke is easy, and His burthen is lightⓘ
Мт. 11:30
His yoke is easy and His burthen is light.
Бож ярмо Моє любе, а тягар Мій легкий.

#### Друга частина
No. 22. Хор: Behold the Lamb of Godⓘ
Ів. 1:29
Behold the Lamb of God, that taketh away the sins of the world.
Оце Агнець Божий, що на Себе гріх світу бере!
No. 23. Арія (альт): He was despisedⓘ
Іс. 53:3
He was despisèd and rejected of men: a man of sorrows, and acquainted with grief.
Він погорджений був, Його люди покинули, страдник, знайомий з хворобами.
Іс. 50:6
He gave His back to the smiters, and His cheeks to them that plucked off the hair: He hid not His face from shame and spitting.
Підставив Він спину Свою тим, хто б'є, а щоки Свої щипачам, обличчя Свого не сховав від ганьби й плювання.
No. 24. Хор: Surely He hath borne our griefsⓘ
Іс. 53:4, 5
Surely He hath borne our griefs, and carried our sorrows; He was wounded for our trangressions; He was bruised for our iniquities; the chastisement of our peace was upon Him.
Направду ж Він немочі наші узяв і наші болі поніс; Він був ранений за наші гріхи; за наші провини Він мучений був, кара на Ньому була за наш мир
No. 25. Хор: And with His stripes we are healedⓘ
Іс. 53:5
And with His stripes we are healèd.
Його ж ранами нас уздоровлено!
No. 26. Хор: All we like sheep have gone astrayⓘ
Іс. 53:6
All we like sheep have gone astray; we have turnèd every one to his own way; and the Lord hath laid on Him the iniquity of us all.
Усі ми блудили, немов ті овечки, розпорошились кожен на власну дорогу, і на Нього Господь поклав гріх усіх нас!
No. 27. Акомпанований речитатив (тенор): All they that see Him laugh Him to scornⓘ
Пс. 21:8
All they that see Him, laugh Him to scorn, they shoot out their lips, and shake their heads saying,:
Всі, хто бачить мене, насміхаються з мене, розкривають роти, головою хитають:
No. 28. Хор: He trusted in God that He would deliver Himⓘ
Пс. 21:9
He trusted in God that He would deliver Him; let Him deliver Him, if He delight in Him.
Покладався на Господа він, хай же рятує його, нехай Той його визволить, він бо Його уподобав!
No. 29. Акомпанований речитатив (тенор): Thy rebuke hath broken His heartⓘ
Пс. 68:21
Thy rebuke hath broken His heart; He is full of heaviness. He looked for some to have pity on Him, but there was no man; neither found He any to comfort Him.
Його серце зламала наруга, і невигойний Його сором: Він чекав співчуття та немає його, і втішителів та не знайшов!
No. 30. Арія (тенор): Behold, and see if there be any sorrowⓘ
Плач 1:12
Behold, and see if there be any sorrow like unto His sorrow.
Гляньте й побачте, чи є такий біль, як Його біль?
No. 31. Акомпанований речитатив (тенор): He was cut off out of the land of the livingⓘ
Іс. 53:8
He was cut off out of the land of the living: for the transgression of Thy people was He stricken.
З краю живих Він відірваний був, за провини Мого народу на смерть Його дано…
No. 32. Арія (тенор): But Thou didst not leave His soul in hellⓘ
Пс. 15:10
But Thou didst not leave His soul in hell; nor didst Thou suffer Thy Holy One to see corruption.
Бо Ти не опустиш моєї душі до шеолу, не попустиш Своєму святому побачити тління!
No. 33. Хор: Lift up your heads, o ye gatesⓘ
Пс. 23:7-10
Lift up your heads, O ye gates; and be ye lift up, ye everlasting doors; and the King of glory shall come in.
Who is the King of glory? The Lord strong and mighty, the Lord mighty in battle.
Lift up your heads, O ye gates; and be ye lift up, ye everlasting doors; and the King of glory shall come in.
Who is the King of glory? The Lord of Hosts, He is the King of Glory.
Піднесіте верхи свої, брами, і будьте відчинені, входи відвічні, і ввійде Цар слави!
Хто ж то Цар слави? Господь сильний й могутній, Господь, що потужний в бою!
Піднесіте верхи свої, брами, і піднесіте, входи відвічні, і ввійде Цар слави!
Хто ж то Він, той Цар слави? Господь Саваот Він Цар слави! Села.
No. 34. Речитатив (тенор): Unto which of the Angels said Heⓘ
Євр. 1:5
Unto which of the angels said He at any time, Thou art my Son, this day have I begotten Thee?
Кому бо коли з Анголів Він промовив: Ти Мій Син, Я сьогодні «Тебе породив!»
No. 35. Хор: Let all the angels of God worship Himⓘ
Євр. 1:6
Let all the angels of God worship Him.
І нехай Йому вклоняться всі Анголи Божі.
No. 36. Арія (бас): Thou art gone up on highⓘ
Пс. 67:19
Thou art gone up on high, Thou hast led captivity captive, and receivèd gifts for men; yea, even for Thine enemies, that the Lord God might dwell among them.
Ти піднявся був на висоту, полонених набрав, узяв дари ради людини, і відступники мешкати будуть у Господа Бога також.
No. 37. Хор: The Lord gave the wordⓘ
Пс. 67:12
The Lord gave the word: great was the company of the preachers.
Господь дає слово; провісниць велика многота.
No. 38. Арія (сопрано): How beautiful are the feet of themⓘ
Рим. 10:15
How beautiful are the feet of them that preach the gospel of peace, and bring glad tidings of good things.
Які гарні ноги благовісників миру, благовісників добра
No. 39. Хор: Their sound is gone out into all landsⓘ
Рим. 10:18
Their sound is gone out into all lands, and their words unto the ends of the world.
По всій землі їхній голос пішов, і їхні слова в кінці світу!
No. 40. Арія (бас): Why do the nations so furiously rageⓘ
Пс. 2:1, 2
Why do the nations so furiously rage together? [and] why do the people imagine a vain thing?
The kings of the earth rise up, and the rulers take consel together against the Lord, and against His Annointed.
Чого то племена бунтують, а народи задумують марне?
Земні царі повстають, і князі нараджуються разом на Господа та на Його Помазанця.
No. 41. Хор: Let us break their bonds asunderⓘ
Пс. 2:3
Let us break their bonds asunder, and cast away their yokes from us.
Позриваймо ми їхні кайдани, і поскидаймо із себе їхні пута!
No. 42. Речитатив (тенор): He that dwelleth in heavenⓘ
Пс. 2:4
He that dwelleth in heaven shall laugh them to scorn; the Lord shall have them in derision.
Але Той, Хто на небесах пробуває посміється, Владика їх висміє!
No. 43. Арія (тенор): Thou shalt break themⓘ
Пс. 2:9
Thou shalt break them with a rod of iron; Thou shalt dash them in pieces like a potter's vessel.
Ти їх повбиваєш залізним жезлом, потовчеш їх, як посуд ганчарський…
No. 44. Хор: Hallelujahⓘ
Об. 19:6; 11:15; 19:16
HALLELUJAH! for the Lord God omnipotent reigneth.
The kingdom of this world is become the kingdom of our Lord, and of His Christ: and He shall reign for ever and ever.
KING OF KINGS, and LORD OF LORDS, HALLELUJAH!
Алілуя, бо запанував Господь, наш Бог Вседержитель!
Перейшло панування над світом до Господа нашого та до Христа Його, і Він зацарює на вічні віки!
Цар над царями, і Пан над панами.

#### Третя частина
No. 45. Арія (сопрано): I know that my Redeemer liveth
Йов 19:25, 26
I know that my Redeemer liveth, and that He shall stand at the latter day upon the earth:
And though worms destroy this body, yet in my flesh shall I see God.
Та я знаю, що мій Викупитель живий, і останнього дня Він підійме із пороху
цю шкіру мою, яка розпадається, і з тіла свойого я Бога побачу.
1 Кор. 15:20
For now is Christ risen from the dead, the first-fruits of them that sleep.
Та нині Христос воскрес із мертвих, первісток серед покійних.
No. 46. Хор: Since by man came death
1 Кор. 15:21, 22
Since by man came death, by man came also the resurrection of the dead. For as in Adam all die, even so in Christ shall all be made alive.
Смерть бо через людину, і через Людину воскресіння мертвих. Бо так, як в Адамі вмирають усі, так само в Христі всі оживуть.
No. 47. Акомпанований речитатив (бас): Behold, I tell you a mystery
1 Кор. 15:51, 52
Behold, I tell you a mystery: We shall not all sleep; but we shall all be changed in a moment, in a twinkling of an eye, at the last trumpet.
Ось кажу я вам таємницю: не всі ми заснемо, та всі перемінимось; раптом, як оком змигнути, при останній сурмі.
No. 48. Арія (бас): The trumpet shall sound
1 Кор. 15:52, 53
The trumpet shall sound, and the dead shall be raised in corruptible, and we shall be changed.
For this corruptible must put on incorruption, and this mortal must put on immortality.
Бо засурмить вона і мертві воскреснуть, а ми перемінимось!…
Мусить бо тлінне оце зодягнутись в нетління, а смертне оце зодягтися в безсмертя.
No. 49. Речитатив (альт): Then shall be brought to pass
1 Кор. 15:54
Then shall be brought to pass the saying that is written: Death is swallowed up in victory.
Тоді збудеться слово написане: Поглинута смерть перемогою!
No. 50. Дует (альт и тенор): O death, where is thy sting?
1 Кор. 15:55, 56
O death, where is thy sting? O grave, where is thy victory? The sting of death is sin, and the strength of sin is the law.
Де, смерте, твоя перемога? Де твоє, смерте, жало? Жало ж смерти то гріх, а сила гріха то Закон.
No. 51. Хор: But thanks be to God
1 Кор. 15:57
But thanks be to God, who giveth us the victory through our Lord Jesus Christ.
А Богові дяка, що Він Господом нашим Ісусом Христом перемогу нам дав.
No. 52. Арія (сопрано): If God be for us, who can be against us?
Рим. 8:31, 33, 34
If God be for us, who can be against us? who shall lay any thing to the charge of God's elect? It is God that justifieth, who is he that condemneth?
It is Christ that died, yea, rather, that is risen again, who is at the right hand of God, who makes intercession for us.
Що ж скажем на це? Коли за нас Бог, то хто проти нас? Хто оскаржувати буде Божих вибранців? Бог Той, що виправдує, хто ж той, що засуджує?
Христос Ісус є Той, що вмер, надто й воскрес, Він праворуч Бога, і Він і заступається за нас.
No. 53. Хор: Worthy is the Lamb that was slain
Об. 5:12, 13
Worthy is the Lamb that was slain, and hath redeemed us to God by His blood, to receive power, and riches, and wisdom, and strength, and honour, and glory, and blessing.
Blessing and honour, glory and power, be unto Him that sitteth upon the throne, and unto the Lamb, for ever and ever.
Amen.
Достойний Агнець, що заколений, прийняти силу, і багатство, і мудрість, і міць, і честь, і славу, і благословення!
Тому, Хто сидить на престолі, і Агнцеві благословення, і честь, і слава, і сила на вічні віки!

## Звукова графіка
Арія «Every valley shall be exalted» (№ 3) є одним із відоміших прикладів звукової графіки — прийому, коли мелодичний малюнок слідує за текстом. Текст «… and every mountain and hill made low;
the crooked straight and the rough places plain» («Хай підійметься всяка долина, і хай знизиться всяка гора та підгірок, і хай стане круте за рівнину, а пасма гірські за долину!») покладено на музику таким чином:
Мелодія піднімається до верхнього фа дієзу на першому складі «mountain» («гора») і опускається на октаву на другому складі. Чотири ноти слова «hill» («холм») малюють невеликий пагорб, на слово «low» («низький») припадає найнижча нота фрази. На слові «crooked» («кривий») мелодія переходить від до дієза на сі, щоб залишитися на сі на слові «straight» («прямий»). Слово «plain» («гладкий, рівний») в більшості випадків припадає на верхнє мі, що з оспівуванням триває три такти.
В кінці арії, на слові «exalted» («підвищений», тут — «пасма»), припадають мелізми із шістнадцятих і два стрибки до верхнього мі:
Для мови англійської поезії того часу було характерно, що суфікс «-ed» минулого часу й причасть минулого часу слабких дієслів часто вимовлявся як окремий склад, як, наприклад, у наведеному фрагменті з «And the glory of the Lord»: